# Bilma
Bilma là một thị trấn ở phía đông bắc Niger. Theo thống kê năm 2012, dân số thị trấn là 4.016 người. Các ngành kinh tế chính tại đây là sản xuất muối natron và canh tác chà là.

## Lịch sử
Nhà thơ Abu Ishaq Ibrahim al-Kanemi sinh ra tại Bilma vào thế kỷ 12.
Năm 1989, chuyến bay 772 của UTA đã đâm xuống sa mạc gần thị trấn sau khi một quả bom phát nổ trên máy bay.

## Địa lý

### Khí hậu
Bilma có khí hậu sa mạc nóng (phân loại khí hậu Köppen BWh). Thị trấn nằm sâu trong lòng Sahara, với lượng mưa trung bình hàng năm là 12,7 mm (0,50 in). Nhiệt độ cao nhất được ghi nhận tại đây là 48,2 °C (118,8 °F) vào ngày 23 tháng 6 năm 2010.

Nhiệt độ thấp nhất của Niger,  −2,4 °C (27,7 °F), được đo tại Bilma vào ngày 13 tháng 1 năm 1995.
| Dữ liệu khí hậu của Bilma, Niger        | Dữ liệu khí hậu của Bilma, Niger | Dữ liệu khí hậu của Bilma, Niger | Dữ liệu khí hậu của Bilma, Niger | Dữ liệu khí hậu của Bilma, Niger | Dữ liệu khí hậu của Bilma, Niger | Dữ liệu khí hậu của Bilma, Niger | Dữ liệu khí hậu của Bilma, Niger | Dữ liệu khí hậu của Bilma, Niger | Dữ liệu khí hậu của Bilma, Niger | Dữ liệu khí hậu của Bilma, Niger | Dữ liệu khí hậu của Bilma, Niger | Dữ liệu khí hậu của Bilma, Niger | Dữ liệu khí hậu của Bilma, Niger |
| Tháng                                   | 1                                | 2                                | 3                                | 4                                | 5                                | 6                                | 7                                | 8                                | 9                                | 10                               | 11                               | 12                               | Năm                              |
| --------------------------------------- | -------------------------------- | -------------------------------- | -------------------------------- | -------------------------------- | -------------------------------- | -------------------------------- | -------------------------------- | -------------------------------- | -------------------------------- | -------------------------------- | -------------------------------- | -------------------------------- | -------------------------------- |
| Trung bình ngày tối đa °C (°F)          | 27.7 (81.9)                      | 31.9 (89.4)                      | 35.3 (95.5)                      | 40.6 (105.1)                     | 42.9 (109.2)                     | 44.1 (111.4)                     | 43.0 (109.4)                     | 42.1 (107.8)                     | 41.8 (107.2)                     | 39.1 (102.4)                     | 33.1 (91.6)                      | 28.7 (83.7)                      | 37.5 (99.6)                      |
| Trung bình ngày °C (°F)                 | 18.2 (64.8)                      | 21.7 (71.1)                      | 24.9 (76.8)                      | 30.4 (86.7)                      | 33.5 (92.3)                      | 34.7 (94.5)                      | 34.3 (93.7)                      | 34.4 (93.9)                      | 32.7 (90.9)                      | 29.3 (84.7)                      | 22.7 (72.9)                      | 18.5 (65.3)                      | 27.9 (82.3)                      |
| Tối thiểu trung bình ngày °C (°F)       | 8.7 (47.7)                       | 11.4 (52.5)                      | 14.5 (58.1)                      | 20.1 (68.2)                      | 24.1 (75.4)                      | 25.3 (77.5)                      | 25.5 (77.9)                      | 26.6 (79.9)                      | 23.6 (74.5)                      | 19.5 (67.1)                      | 12.2 (54.0)                      | 8.3 (46.9)                       | 18.3 (65.0)                      |
| Lượng Giáng thủy trung bình mm (inches) | 0.00 (0.00)                      | 0.00 (0.00)                      | 0.00 (0.00)                      | 0.00 (0.00)                      | 0.00 (0.00)                      | 0.00 (0.00)                      | 2.5 (0.10)                       | 7.6 (0.30)                       | 2.5 (0.10)                       | 0.00 (0.00)                      | 0.00 (0.00)                      | 0.00 (0.00)                      | 13 (0.50)                        |
| Nguồn: Cơ quan Khí hậu học Niger        |                                  |                                  |                                  |                                  |                                  |                                  |                                  |                                  |                                  |                                  |                                  |                                  |                                  |

## Nhân khẩu
Dân cư thị trấn chủ yếu là người Kanuri. Các dân tộc khác là Toubou, Tuareg và Hausa.